# Diocesi di Makurdi
La diocesi di Makurdi (in latino Dioecesis Makurdensis) è una sede della Chiesa cattolica in Nigeria suffraganea dell'arcidiocesi di Abuja. Nel 2021 contava 582.360 battezzati su 1.432.180 abitanti. È retta dal vescovo Wilfred Chikpa Anagbe, C.M.F.

## Territorio
La diocesi comprende parte dello stato nigeriano di Benue, nell'est del Paese.
Sede vescovile è la città di Makurdi, dove si trova la cattedrale di Nostra Signora del Perpetuo Soccorso.
Il territorio è suddiviso in 89 parrocchie.

## Storia
La prefettura apostolica di Benue fu eretta il 9 luglio 1934 con la bolla Ad enascentis di papa Pio XI, ricavandone il territorio dal vicariato apostolico della Nigeria meridionale (oggi arcidiocesi di Onitsha).
Il 18 aprile 1950 cambiò nome in prefettura apostolica di Oturkpo per effetto del decreto Cum in Africa della Sacra Congregazione di Propaganda Fide.
Il 18 aprile 1950 e il 14 luglio 1955 cedette porzioni del suo territorio a vantaggio dell'erezione delle prefetture apostoliche rispettivamente di Yola (oggi diocesi) e Kabba (oggi diocesi di Lokoja).
Il 2 aprile 1959 fu elevata a diocesi con la bolla Sacrosancta Divini Magistri di papa Giovanni XXIII. Originariamente era suffraganea dell'arcidiocesi di Lagos.
Il 16 luglio dello stesso anno entrò a far parte della provincia ecclesiastica di Kaduna.
Il 28 giugno 1960 in forza del decreto Cum in Nigeria della Sacra Congregazione di Propaganda Fide la sede vescovile è stata traslata a Makurdi e la diocesi ha assunto il nome attuale. La chiesa dello Spirito Santo di Makurdi divenne la cattedrale della diocesi, ma nel marzo del 1979 la dignità di cattedrale è stata trasferita alla chiesa di Nostra Signora del Perpetuo Soccorso.
Il 26 marzo 1994 è divenuta suffraganea dell'arcidiocesi di Abuja.
Successivamente, ha ceduto a più riprese porzioni del suo territorio a vantaggio dell'erezione di nuove diocesi e precisamente: la diocesi di Otukpo il 10 luglio 1995; la diocesi di Lafia il 5 dicembre 2000; e le diocesi di Gboko e di Katsina-Ala il 29 dicembre 2012.

## Cronotassi dei vescovi
Si omettono i periodi di sede vacante non superiori ai 2 anni o non storicamente accertati.
- Giuseppe Kirsten, C.S.Sp. † (26 febbraio 1937 - 1947 deceduto)
- James Hagan, C.S.Sp. † (20 marzo 1948 - 29 marzo 1966 dimesso[2])
- Donal Joseph Murray, C.S.Sp. † (11 gennaio 1968 - 2 giugno 1989 dimesso)
- Athanasius Atule Usuh † (2 giugno 1989 succeduto - 28 marzo 2015 dimesso)
- Wilfred Chikpa Anagbe, C.M.F., succeduto il 28 marzo 2015

## Statistiche
La diocesi nel 2021 su una popolazione di 1.432.180 persone contava 582.360 battezzati, corrispondenti al 40,7% del totale.
| anno | popolazione | popolazione | popolazione | presbiteri | presbiteri | presbiteri | presbiteri                | diaconi | religiosi | religiosi | parrocchie |
| anno | battezzati  | totale      | %           | numero     | secolari   | regolari   | battezzati per presbitero | diaconi | uomini    | donne     | parrocchie |
| ---- | ----------- | ----------- | ----------- | ---------- | ---------- | ---------- | ------------------------- | ------- | --------- | --------- | ---------- |
| 1970 | 47.431      | 2.641.960   | 1,8         | 84         | 42         | 42         | 564                       |         | 46        | 24        |            |
| 1980 | 224.000     | 3.200.000   | 7,0         | 75         | 28         | 47         | 2.986                     |         | 52        | 57        | 4          |
| 1990 | 627.511     | 4.703.000   | 13,3        | 120        | 78         | 42         | 5.229                     |         | 47        | 90        | 4          |
| 1999 | 1.160.140   | 3.400.313   | 34,1        | 136        | 122        | 14         | 8.530                     |         | 59        | 96        | 64         |
| 2000 | 1.072.855   | 2.510.000   | 42,7        | 145        | 139        | 6          | 7.399                     |         |           | 78        | 53         |
| 2001 | 1.077.235   | 2.780.110   | 38,7        | 118        | 110        | 8          | 9.129                     |         | 56        | 79        | 56         |
| 2002 | 1.105.280   | 2.780.110   | 39,8        | 123        | 112        | 11         | 8.986                     |         | 58        | 65        | 44         |
| 2003 | 1.177.966   | 2.905.341   | 40,5        | 134        | 117        | 17         | 8.790                     |         | 64        | 69        | 47         |
| 2004 | 1.380.790   | 3.005.568   | 45,9        | 122        | 116        | 6          | 11.317                    |         | 54        | 66        | 58         |
| 2012 | 1.692.427   | 3.380.000   | 50,0        | ?          | 196        | ?          | ?                         |         | 36        | 64        | 79         |
| 2012 | 457.070     | 1.014.000   | 45,0        | ?          | 84         | ?          | ?                         |         | 30        | 33        | 27         |
| 2013 | 457.070     | 1.014.000   | 45,0        | 69         | 38         | 31         | 6.624                     |         | 142       | 51        | 27         |
| 2016 | 501.000     | 1.236.000   | 40,5        | 92         | 50         | 42         | 5.445                     |         | 171       | 71        | 46         |
| 2019 | 550.000     | 1.352.600   | 40,7        | 110        | 54         | 56         | 5.000                     |         | 132       | 42        | 70         |
| 2021 | 582.360     | 1.432.180   | 40,7        | 122        | 57         | 65         | 4.773                     |         | 131       | 40        | 89         |